# Robert II d'Aversa
Pour les articles homonymes, voir Robert II et Robert d'Aversa.
Robert II d'Aversa ou Robert II de Capoue, dit de Sorrente (... – Palerme, vers 1160), fut le 7e prince de Capoue (et le 11e comte d'Aversa) de 1127 à 1135. Il appartenait à la famille Drengot Quarrel.
« De constitution délicate, il ne supportait ni le travail ni les difficultés. »
(Falcon de Bénévent, Chronicon Beneventanum)

## Biographie

L'Italie du Sud en 1112.

Fils unique de Jourdain II, il succéda à son père, mort le 19 décembre 1127, et la même année fut confirmé dans le titre de prince par le pape Honorius II.
À la fin de 1127, le pape Honorius II se rendit à Bénévent pour prêcher une croisade contre le comte Roger II de Sicile en vue d'empêcher la réunion du comté de Sicile avec le duché d'Apulie et de Calabre, resté sans souverain depuis la mort récente du duc légitime, Guillaume II.
Le 30 décembre, Robert fut fait prince et le pape, qui s'était rendu à Capoue pour la cérémonie, le recruta immédiatement pour l'entreprise.
Le pape espérait sans doute se servir de Capoue comme d'un contrepoids contre les Pouilles, comme aux temps du grand-père et de l'arrière-grand-père de Robert, et Robert lui aussi pensait peut-être jouer le rôle de protecteur principal du pape, à l'instar de ses ancêtres. Toutefois, il était de faible constitution et tomba bientôt malade, aussi, quand Roger arriva avec son armée, la coalition entama les négociations.
Honorius réussit tout de même à négocier l'indépendance de Capoue mais, en 1129, Robert se soumit à la suzeraineté du duc des Pouilles et, l'année suivante, le 25 décembre 1130, c'est lui qui, comme vassal le plus important, posa la couronne royale sur la tête de Roger.

## Rébellion et expulsion
En 1132, Robert se révolta avec de nombreux autres vassaux du roi de Sicile et avec l'aide du pape Innocent II, de Louis VI de France, d’Henri Ier d'Angleterre, et de l'empereur Lothaire III. Roger fut battu à Nocera le 24 juillet, mais répliqua en brûlant Aversa et, en 1134, força le comte Rainolf d'Alife et le duc Serge VII de Naples à se soumettre. Robert fut chassé de sa ville et Roger mit à sa place comme prince son troisième fils, Alphonse (1135).
Robert s'enfuit à Pise, où il rassembla une flotte et fit la guerre contre Roger en Sicile ; la flotte pisane ravagea Amalfi, faisant un grand butin. Chargé de ce butin et accompagné d'une délégation papale, Robert se rendit en Allemagne pour demander l'aide de l'empereur. Au printemps 1137 l'empereur descendit dans le sud avec le pape Innocent II, le duc de Bavière Henry le Superbe et une grande armée. Ils prirent Bénévent, Bari et Capoue elle-même, établirent Rainolf comme duc des Pouilles et donnèrent Capoue à Robert. Mais quand l'empereur quitta l'Italie, Roger saccagea encore Capoue.
Le 25 juillet 1139, Robert et le pape furent défaits à la bataille du Garigliano, à Galluccio, tombant dans une embuscade tendue par le fils du roi Roger, Roger III d'Apulie. Le pape fut capturé tandis que Robert s'échappait. Ils le reconnurent alors comme prince de Capoue.
Quand Alphonse mourut en 1144, Roger confia la principauté de Capoue à son quatrième fils, Guillaume. À la mort de Roger, en 1154, Guillaume lui succéda comme roi et duc, mais Robert reprit Capoue en 1155. Il mourut peu après et Guillaume réunit définitivement Capoue au royaume de Sicile.

## Son fils
Robert laissait un fils nommé Jourdain qui vécut à Constantinople, au service de l'empereur Manuel Ier de Byzance en tant que sebastos. Il se rendit à Rome en 1166-1167 pour tenter de promouvoir la réunification de l'Église catholique et de l'Église orthodoxe.

## Sources
- (it) Cet article est partiellement ou en totalité issu de l’article de Wikipédia en italien intitulé « Roberto II di Capua » (voir la liste des auteurs).